# Corey Beaulieu

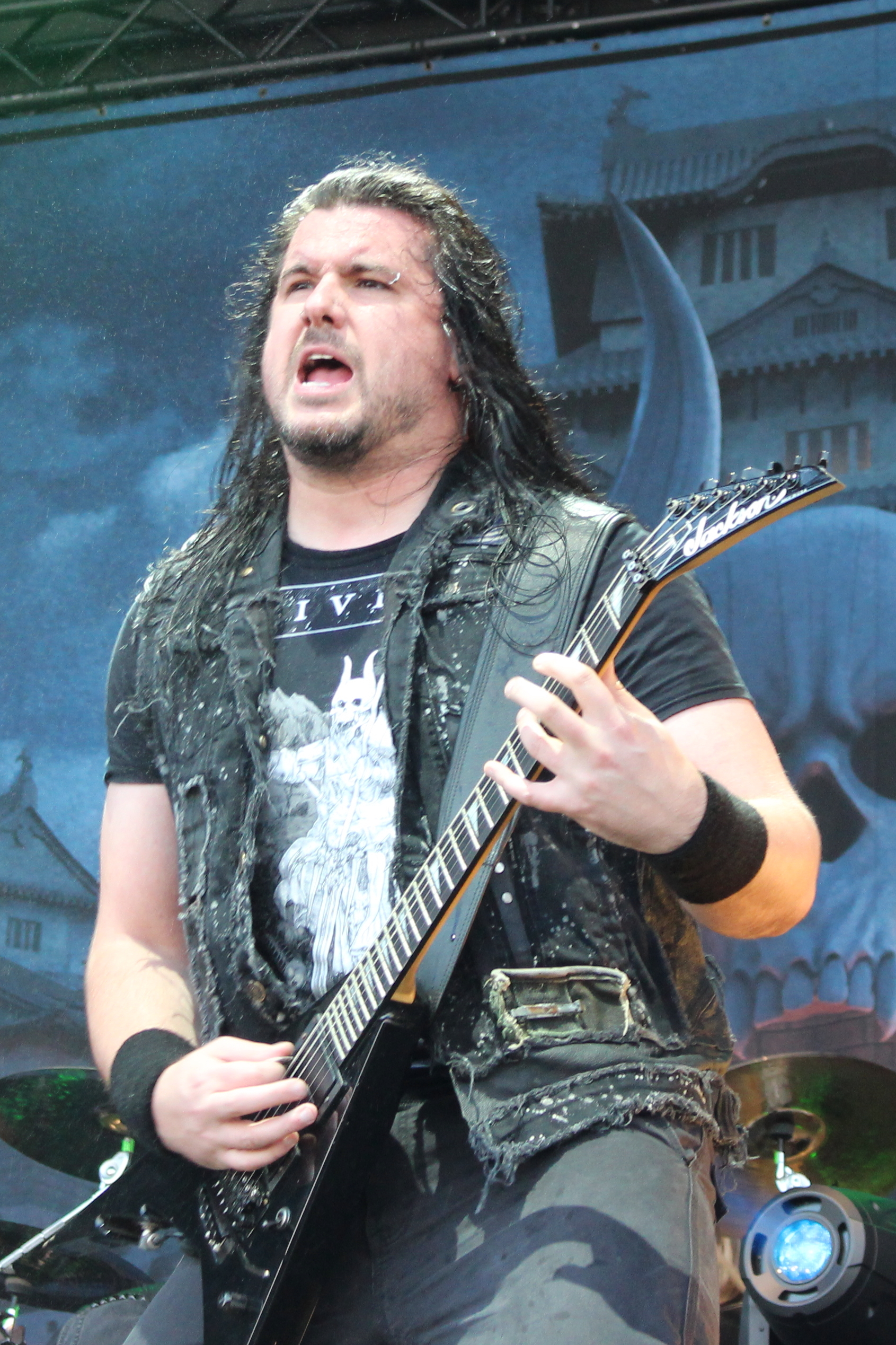
Corey Beaulieu am Nova Rock 2016

Corey King Beaulieu (* 22. November 1983 in Brunswick, Maine) ist Leadgitarrist der US-amerikanischen Band Trivium.

## Leben
Seine guten Leistungen im Eishockeyspiel während seiner Highschoolzeit erbrachten ihm ein Stipendium, das ihm ermöglichte, ein College in Florida zu besuchen. Am College hörte er von einer freien Stelle als zweiter Gitarrist bei Trivium. Er bewarb sich um die Stelle und wurde 2003 vor der Produktion des ersten Trivium-Albums Ember to Inferno engagiert. Dort spielt er zusammen mit Matthew Heafy Gitarre.
Neben seinen Veröffentlichungen mit Trivium war Beaulieu Gastmusiker auf dem Album „Metal“ der Band Annihilator und am Projekt Roadrunner United beteiligt.